# In the Night
«In the Night» (с англ. — «В ночи») — сингл канадского певца The Weeknd с его второго студийного альбома Beauty Behind the Madness.  Песня была выпущена на Contemporary hit radio в качестве четвертого сингла альбома 17 ноября 2015 года.

## Композиция
Песня написана в тональности Ля минор с умеренным темпом 112 ударов в минуту. Вокал Тесфайе (The Weeknd) в песне простирается от E4 до D5.

## Критика
Песня была хорошо принята критиками. Как и в предыдущей песне, «Can't Feel My Face», его сравнивали с Майклом Джексоном. Джон Долан из Rolling Stone писал:
Иногда альбом вызывает настоящую драму. «In the Night» может быть просто еще одной одой девушке-хищнице в стиле Dirty Diana пока мы не узнаем, что она — жертва насилия, которая танцует, чтобы облегчить свою боль.

## Видеоклип
Клип на эту песню, снятый режиссером BRTHR, был выпущен 8 декабря 2015 года. В нем была изображена, на тот момент девушка Тесфайе, фотомодель, Белла Хадид. В клипе она работает официанткой в захудалом ночном клубе танцовщиц, часто посещаемом опасными гангстерами. Главный гангстер испытывает особую симпатию к официантке, а Тесфайе беспомощно наблюдает, как она и другие танцовщицы используют их. Клип становится все более дезориентирующим, выстраиваясь в хаотическую последовательность, в которой официантка и ее коллеги-танцовщицы, наконец, убивают гангстеров. Главный гангстер выслеживает Тесфайе в финальной сцене, приставляя пистолет к его голове, но тот спасается тем, что официантка убивает гангстера, прежде чем они вдвоем уедут на мотоцикле. Видео заканчивается тем, что танцовщицы тащат труп гангстера в море. Сокращенная версия видео была выпущена 14 февраля 2016 года. По состоянию на июнь 2020 года полнометражное музыкальное видео превысило более 69 миллионов просмотров на YouTube.

## Чарты
| Чарт (2015-2016)                           | Позиция |
| ------------------------------------------ | ------- |
| Argentina (Monitor Latino)                 | 10      |
| Австралия (ARIA)                           | 13      |
| Бельгия/Фландрия (Ultratop 50)             | 29      |
| Бельгия/Фландрия (Ultratop Urban)          | 21      |
| Бельгия/Валлония (Ultratip Bubbling Under) | 7       |
| Канада (Billboard Canadian Hot 100)        | 12      |
| Канада (Billboard AC)                      | 26      |
| Канада (Billboard CHR/Top 40)              | 4       |
| Канада (Billboard Hot AC)                  | 8       |
| Дания (Tracklisten)                        | 26      |
| Франция (SNEP)                             | 124     |
| Германия (GfK)                             | 72      |
| Ирландия (IRMA)                            | 42      |
| Италия (FIMI)                              | 39      |
| Lebanon (Lebanese Top 20)                  | 5       |
| Mexico (Mexico Airplay)                    | 9       |
| Нидерланды (Dutch Top 40)                  | 13      |
| Нидерланды (Single Top 100)                | 22      |
| Новая Зеландия (Recorded Music NZ)         | 22      |
| Норвегия (VG-lista)                        | 38      |
| Шотландия (OCC Scotland)                   | 97      |
| Швеция (Sverigetopplistan)                 | 40      |
| Швейцария (Schweizer Hitparade)            | 67      |
| Великобритания (OCC UK Singles)            | 48      |
| Великобритания (OCC UK Hip Hop/R&B)        | 8       |
| США (Billboard Hot 100)                    | 12      |
| США (Billboard Adult Contemporary)         | 27      |
| США (Billboard Adult Pop Airplay)          | 17      |
| США (Billboard Dance/Mix Show Airplay)     | 11      |
| США (Billboard Hot R&B/Hip-Hop Songs)      | 3       |
| США (Billboard Pop Airplay)                | 3       |
| США (Billboard Rhythmic)                   | 1       |

| Чарт (2016)                          | Позиция |
| ------------------------------------ | ------- |
| Argentina (Monitor Latino)           | 48      |
| Brazil (Brasil Hot 100)              | 100     |
| Canada (Canadian Hot 100)            | 67      |
| Netherlands (Dutch Top 40)           | 69      |
| US Billboard Hot 100                 | 61      |
| US Hot R&B/Hip-Hop Songs (Billboard) | 20      |
| US Mainstream Top 40 (Billboard)     | 23      |
| US Rhythmic (Billboard)              | 19      |

## Сертификации
| Регион | Сертификация  | Продажи   |
| --- | ------------- | --------- |
| Австралия (ARIA) | Платиновый    | 70 000    |
| Канада (Music Canada) | 2× Платиновый | 160 000   |
| Новая Зеландия (RMNZ) | Золотой       | 7500*     |
| Великобритания (BPI) | Серебряный    | 200 000   |
| США (RIAA) | 2× Платиновый | 2 000 000 |
| * Данные о продажах приведены только на основе сертификации. · ^ Данные о тиражах приведены только на основе сертификации. · Данные о продажах + прослушиваниях приведены только на основе сертификации. |               |           |